# Mirabilicoxa richardsoni
Mirabilicoxa richardsoni là một loài chân đều trong họ Desmosomatidae. Loài này được Mezhov miêu tả khoa học năm 1986.